# Susanna Cappellaro
Susanna Cappellaro es una actriz, escritora y productora de cine italiana radicada en Soho, Londres. 

## Biografía
Cappellaro comenzó su carrera en la actuación en 2011 con una participación en la película Berberian Sound Studio (dirigida por Peter Strickland y producida por la compañía Warp). Acto seguido interpretó a una periodista junto a Filippo Timi en la película italiana Notte Finisce con Gallo.
El papel más destacado de Cappellaro hasta la fecha ha sido el de Naomi Collins en Sombras tenebrosas, de Tim Burton. Este personaje es la joven madre del personaje principal, Barnabas Collins, interpretado por el actor estadounidense Johnny Depp. En 2014 produjo y actuó en Checkmate, un cortometraje ambientado en el mágico paisaje galés. Dirigido por Jason Bradbury, también contó con la participación de Ornella Muti, Sian Phillips y Lachlan Nieober. En 2015 protagonizó Papagajka, un thriller psicológico ambientado en Sarajevo y dirigido por la australiana Emma Rozanski bajo la tutela de Bela Tarr.
Más adelante regresó a Italia. Allí se convirtió en escritora con artículos publicados en XL-La Repubblica, Rodeo, Flair y Vogue Italia. También realiza  entrevistas con artistas, músicos, cineastas y diseñadores.

## Filmografía
- 2011 - Waiting for a Stranger (corto)
- 2012 - Italian Movies
- 2012 - Berberian Sound Studio: La inquisición del sonido
- 2012 - Sombras tenebrosas
- 2012 - Tom & Trudy (corto)
- 2013 - Dante's Hell Animated (corto)
- 2013 - L'Assenza (corto)
- 2013 - Hands (corto)
- 2014 - Avenue to Nowhere (corto)
- 2015 - Road Games
- 2016 - Checkmate (corto)
- 2016 - Papagajka
- 2018 - In Fabric
- 2019 - Liars & Cheats
- 2019 - Inferno Dantesco Animato (corto)